# راي بليدز
راي بليدز (بالإنجليزية: Ray Blades)‏ هو لاعب كرة قاعدة أمريكي، ولد في 6 أغسطس 1896 في ماكلينسبورو في الولايات المتحدة، وتوفي في 18 مايو 1979 في لينكولن في الولايات المتحدة.

## وصلات خارجية
- راي بليدز على موقعبيزبول رفرنس.كوم (الدوري الرئيسي) (الإنجليزية)
- راي بليدز على موقعبيزبول رفرنس.كوم (الدوري الثانوي) (الإنجليزية)